# Sakura (mansa)
Sakura – uzurpator i mansa malijskiego imperium w latach 1285–1300.
O najwcześniejszych latach jego życia, wiadomo bardzo niewiele. Pewne jest, iż wywodził się z kasty niewolników, a jego umiejętności wojskowe szybko zapewniły mu wysokie stanowisko w armii. Jako niewolnik otrzymał najwyższe dostępne mu stanowisko – dion-sandigi, czyli naczelnika wojsk niewolniczych.
Czasy, w których przypadło mu działać, były okresem stopniowego podupadania władztwa Mali. Po śmierci Sundiaty Keity nastąpiły rządy nieudolnych władców, a secesja Gao i Songhajów w 1275 roku była najbardziej jaskrawym przejawem słabości państwa. Wykorzystując swoje doświadczenie i powagę urzędu, przejął siłą władzę po śmierci Mansy Abu Bakra w 1285 roku.
Sakura okazał się władcą sprawnym i dynamicznym, który odnowił autorytet władzy i skonsolidował zbuntowane regiony. Już w 1290 roku ponownie przyłączył Gao, nie doprowadzając jednak do destrukcji nowej dynastii Sonni. Badania archeologiczne wskazują jednak na przeniesienie po połowie XIII wieku ośrodka miejskiego ze stanowiska Gao-Saney (położonego w głębi lądu) na stanowisko Gao Ancien, tuż nad brzegiem Nigru. Zabieg ten mógł być symbolicznym odcięciem się od poprzedniej dynastii (Za). Sakura jako pierwszy zajął również tereny Takruru (obecnie Senegal) i oparł granice państwa o Atlantyk.
Pewność siebie oraz chęć legitymizowania swojej władzy skłoniły go do podjęcia pielgrzymki do Mekki w 1298 roku. Pod jego nieobecność zawiązał się jednak spisek na jego życie, kierowany przez żyjących wciąż członków dynastii Keita. W 1300 roku został zamordowany nieopodal miasta Tadżura (obecnie Dżibuti) przez Afarów opłaconych przez spiskowców.
Jego zwłoki zostały przetransportowane do Mali, gdzie pochowano go z należnymi mu honorami.

## Sakura w źródłach
Większość informacji o tym władcy pochodzi z dzieł arabskiego kronikarza Ibn Chalduna. W jego przypadku nie można się opierać na przekazach tradycji ustnej, która pomija go całkowicie. Jest to zapewne związane z jego bezprawną uzurpacją władzy, przekazywanej jedynie w granicach panującej dynastii.